# Edel AG
Edel Aktiengesellschaft o Edel AG è un'etichetta discografica indipendente tedesca fondata nel 1986 ad Amburgo da Michael Haentjes.

## Storia
Nata come compagnia di vendita per corrispondenza, principalmente di album di colonne sonore, grazie alla scritturazione di artisti quali gli Scooter o Holly Johnson è diventata una casa discografica pop di successo.
Dal 1998 Edel è quotata in borsa.
Nel corso della sua storia Edel ha acquistato tra le altre, le case discografiche e le etichette Eagle Rock Records, Facedown Records, Gang Go Music, Club Tools, Control Records e la belga PIAS Recordings.
Tra i maggiori artisti messi sotto contratto da Edel figura Prince: l'artista statunitense, dopo avere lasciato Warner Bros. nel 1994, firmò per la casa tedesca che distribuì Most Beautiful Girl in the World, primo singolo di Prince a raggiungere il top dell'hit parade britannica.
Edel produsse e distribuì in seguito altri lavori dell'artista di Minneapolis come gli albumThe Beautiful Experience, NPG's Exodus e Mayte's Child of the Sun.
La sede della società è ad Amburgo ma la rete commerciale si estende in tutta Europa attraverso filiali ed etichette associate, e nel resto del mondo attraverso una forte rete di distribuzione, che si avvale, tra gli altri, anche della collaborazione di Sony Music.
Il marchio Edel è presente in Italia, Austria, Danimarca, Svizzera, Regno Unito, Francia, Svezia e Finlandia.
Edel è anche nota nel mondo editoriale con il marchio earBOOKS.
Le maggiori pubblicazioni comprendono libri su città (New York, Barcellona, Genova e Roma), personalità storiche (Che Guevara) leggende dello spettacolo (Marilyn Monroe) e una serie di earbooks dedicati ai Police, Marvin Gaye, Stevie Wonder, Thin Lizzy, The Jam, Chris Rea e molti altri.